# Andrea Sacco
Andrea Sacco (Carpino, 10 de octubre de 1911 - 17 de marzo de 2006 fue un cantante, músico y campesino italiano, intérprete principalmente de cantos tradicionales carpineses. 

## Biografía
Nació en una familia de cantores y músicos de música tradicional. Lo eran sus tíos y su hermano Rocco Antonio. Su ocupación principal fue sin embargo la agricultura, hasta la campaña de África en que fue llamado al frente. 
Fue hecho prisionero y conducido a varias localidades, de modo que estuvo ausente de su pueblo natal y alejado de su mujer durante trece años. Una vez repatriado desempeñó el trabajo de mensajero para su municipio. Los últimos años de su vida los pasó en cama, a causa de una penosa caída. 
Su talento como cantante y músico es unánimemente reconocido. Pero su importancia radica también en su prodigiosa memoria, que le permitió, hasta el día de su fallecimiento, ser depositario de centenares de sonetos. El más conocido es Accomë j’eia fa’ p’ama ’sta donnë, impropriamente difundida y conocida (gracias principalmente a la versión de la Nuova Compagnia di Canto Popolare) como Tarantella del Gargano

## Estudios etnomusicológicos
La figura de Andrea Sacco es muy conocida entre los etnomusicólogos que trabajaron en las décadas de 1960 y 1970. Su peculiar virtuosismo al cantar y tocar la conocida como chitarra battente fue objeto de numerosos estudios y publicaciones. El primer estudio documentado se remonta a 1966, obra de Roberto Leydi y Diego Carpitella. El estudio concluyó con la publicación de una de sus piezas en el disco Folklore Musicale Italiano, vol 3 y con un espectáculo de música popular en el Teatro Piccolo de Milán.  
Según las declaraciones de Roberto de Simone, Andrea Sacco fue también objeto de un estudio llevado a cabo por él mismo en 1965 que llevó a la conocida Tarantella del Gargano, publicada en el álbum Lo Guarracino, de la Nuova Compagnia di Canto Popolare. De todos modos, aunque la carátula del álbum menciona que la pieza fue recogida en Carpino, no se cita el nombre de Andrea Sacco. 
En la década de 1970, el grupo Musicanova, que formaban en aquel entonces Eugenio Bennato, Teresa De Sio, Carlo d'Angiò y Robert Fix, acudió más veces a Carpino para documentar a Andrea Sacco, Rocco Antonio Sacco, Rocco di Maro y otros depositarios de la música tradicional carpinesa. Gran parte de aquellas grabaciones fueron reelaboradas y publicadas tanto por parte de Musicanova, como de sus componentes individuales en sus respectivas carreras en solitario. 
En la década de 1980 se documentan una serie de estudios. De 1987 es el que llevó a cabo Ettore de Carolis depositado en el Centro Nazionale Studi di Musica Popolare de Roma, con el número 125. La recogida, como explica el propio De Carolis, contiene 23 piezas grabadas en Carpino y se completa con 28 fotografías. 
En la década de 1990 es el turno de Salvatore Villani, autor de un estudio que llevaría al CD I cantatori e suonatori di Carpino, publicado por la casa discográfica Nota, de Údine. 
Una larga entrevista sobre su vida fue publicada en 2005. Antes, en 2000, se produjo la película de Maurizio Sciarra, Chi ruba donne ("quien roba mujeres"), producida por Fandango y RAI, que contiene 50 minutos de entrevistas con todos los cantores de Carpino, sobre todo de Andrea Sacco. Allí cuenta la historia de sus comienzos, los grupos de los que formó parte y los que fundó. También canta en ella su tarantela más famosa Donna che stai affacciata alla finestra ("mujer que te asomas a la ventana"), compuesta en el tiempo en que cortejaba a la que sería su mujer, y cantada en el filme ante su tumba. También indica el nicho en el que lo enterrarían; aunque afirmaba: "Yo no moriré nunca porque quien canta nunca muere". La película termina con su saludo: Buona notte a tutti quanti. Pure al lupo! ("Buenas noches a todos. Al lobo también").
- Datos: Q1117332
- Multimedia: Andrea Sacco / Q1117332